# Syllis stenura
Syllis stenura är en ringmaskart som beskrevs av Blanchard in Gay 1849. Syllis stenura ingår i släktet Syllis och familjen Syllidae. Inga underarter finns listade i Catalogue of Life.